# Rhamphococcyx
Rhamphococcyx is een geslacht van vogels uit de familie koekoeken (Cuculidae). Het geslacht telt één soort.

## Soorten
- Rhamphococcyx calyorhynchus – Sulawesimalkoha